# Котов, Виталий Яковлевич
Виталий Яковлевич Котов (род. 7 марта 1944, Темешево, Рязанская область) — председатель Законодательного собрания Владимирской области. Член Совета Федерации.

## Биография
Родился 7 марта 1944 года в селе Темешево Шацкого района Рязанской области в крестьянской семье.
В 1968 году окончил Ленинградскую лесотехническую академию имени С. М. Кирова. В 1989 году окончил Горьковскую Высшую партийную школу, по специальности инженер-технолог, политолог.
С 1968 по 1970 год технический руководитель, начальник нижнего склада Карабановского лесопункта Александровского леспромхоза во Владимирской области.
С 1970 по 1982 год работал инженером-технологом, начальником производственно-технического отдела, секретарём парткома, главным инженером Александровского леспромхоза.
С 1982 по 1984 год занимал пост председателя Александровского районного комитета народного контроля.
В 1984—1985 годах — второй секретарь Александровского райкома КПСС.
В 1985—1986 годах — член партийной комиссии, комиссии партийного контроля при Владимирском обкоме КПСС.
С 1986 по 1992 год — председатель обкома профсоюза рабочих лесной, бумажной и деревообрабатывающей промышленности.
С 1992 по 1996 год — председатель Объединения профсоюзов Владимирской области.
Председатель Законодательного собрания Владимирской области.
С 1997 по 2000 год член Комитета Совета Федерации по вопросам социальной политики.